# Pride (cheval)
Pour les articles homonymes, voir Pride (homonymie).
Pride est un cheval de course né en France en 2000. Cette jument est issue du crack Peintre Célèbre et de Specificity, par Alleged. Elle fut entraînée durant sa carrière de courses par Alain de Royer-Dupré, et montée le plus souvent par Christophe Lemaire, mais aussi à plusieurs reprises par Davy Bonilla ou Christophe Soumillon.

## Carrière
Difficile, inimaginable plutôt, de voir en Pride une jument d'Arc lorsque l'on se penche sur son cas au début de son année de 4 ans : trimballée des boxes de John Hammond à Chantilly à ceux de Gerard Butler à Newmarket avant de rentrer au pays chez Alain de Royer-Dupré, la pouliche n'a couru que quatre fois, pour une victoire dans un petit maiden à Newbury et un échec dans son unique tentative de voir à l'étage supérieur. Et difficile de lui voir une chance dans le Prix Allez France, le premier groupe qu'elle dispute en mai 2004, alors qu'elle vient de faire une médiocre rentrée dans une course à conditions. Et pourtant elle l'emporte, justifiant la confiance de son entraîneur.  
Le moins que l'on puisse dire, c'est que Pride est tardive. Mais la patience paie et la jument prouve qu'elle a l'étoffe des meilleurs, notamment en prenant la troisième place du Prix Vermeille à l'automne, même si elle ne peut que figurer dans le Prix de l'Arc de Triomphe de Bago. En fin de saison, elle est récompensée avec une victoire de groupe 2 dans le Prix du Conseil de Paris. Tardive et se bonifiant avec l'âge, elle le prouve l'année suivante en taquinant ce même Bago dans le Prix Ganay puis en s'offrant deux groupe 2 (les Prix Jean Romanet et Foy), et même si elle échoue à nouveau dans l'Arc de Hurricane Run, elle achève sa saison par deux beaux accessits dans les Champion Stakes et la Hong Kong Cup. 2006 sera une plus belle encore puisqu'elle s'impose enfin dans un groupe 1, le Grand Prix de Saint-Cloud, et surtout s'intercale entre Rail Link, qui la devance d'une encolure, et le crack japonais Deep Impact dans le Prix de l'Arc de Triomphe. Meilleure que jamais, elle achève son étonnante carrière par deux grandes victoires, dans les Champion Stakes et la Hong Kong Cup (devant le champion japonais Admire Moon), deux courses dont elle avait pris la deuxième place l'année précédente.

### Résumé de carrière
| Date         | Hippodrome  | Pays        | Course                    | Statut      | Distance    | Jockey        | Place       | Écart       | Vainqueur ou deuxième |
| 2002, 2 ans  | 2002, 2 ans | 2002, 2 ans | 2002, 2 ans               | 2002, 2 ans | 2002, 2 ans | 2002, 2 ans   | 2002, 2 ans | 2002, 2 ans | 2002, 2 ans           |
| ------------ | ----------- | ----------- | ------------------------- | ----------- | ----------- | ------------- | ----------- | ----------- | --------------------- |
| 31 août      | Deauville   | France      | Prix de Noiremare         | Inédits     | 1 400 m     | Y. Take       | 3e / 14     | 2 ½         | Étoile Montante       |
| 2003, 3 ans  |             |             |                           |             |             |               |             |             |                       |
| 8 octobre    | Lignfield   | Royaume-Uni | Maiden Stakes             | Class D     | 1 600 m     | E. Ahern      | 2e / 12     | 3 ½         | Miss Pebbles          |
| 25 octobre   | Newbury     | Royaume-Uni | Maiden Stakes             | Class D     | 2 000 m     | E. Ahern      | 1er / 8     | 2           | Gold Bar              |
| 7 novembre   | Doncaster   | Royaume-Uni | Blue Parrot Stakes        | Listed      | 2 000 m     | E. Ahern      | 7e / 16     | 4 ½         | Al Ihtithar           |
| 2004, 4 ans  |             |             |                           |             |             |               |             |             |                       |
| 22 avril     | Longchamp   | France      | Prix de l'Axe Majeur      |             | 2 000 m     | D. Bonilla    | 4e / 13     | 2 ¼         | Le Fou                |
| 7 mai        | Chantilly   | France      | Prix Allez France         | Gr. 3       | 2 000 m     | D. Bonilla    | 1er / 11    | 1 ½         | Russian Hill          |
| 31 mai       | Saint-Cloud | France      | Prix Corrida              | Gr. 2       | 2 100 m     | D. Bonilla    | 3e / 10     | 2           | Actrice               |
| 4 juillet    | Saint-Cloud | France      | Grand Prix de Saint-Cloud | Gr. 1       | 2 400 m     | D. Bonilla    | 5e / 21     | 4           | Gamut                 |
| 22 août      | Deauville   | France      | Prix Jean Romanet         | Gr. 2       | 2 000 m     | D. Bonilla    | 2e / 13     | 2           | Whortleberry          |
| 12 septembre | Longchamp   | France      | Prix Vermeille            | Gr. 1       | 2 400 m     | D. Bonilla    | 3e / 13     | 1           | Sweet Stream          |
| 3 octobre    | Longchamp   | France      | Prix de l'Arc de Triomphe | Gr. 1       | 2 400 m     | T. Jarnet     | 13e / 19    | 8 ¾         | Bago                  |
| 17 octobre   | Longchamp   | France      | Prix du Conseil de Paris  | Gr. 2       | 2 400 m     | D. Bonilla    | 1er / 8     | 5           | Simplex               |
| 2005, 5 ans  |             |             |                           |             |             |               |             |             |                       |
| 24 avril     | Longchamp   | France      | Prix Ganay                | Gr. 1       | 2 100 m     | I. Mendizabal | 2e / 9      | cte enc.    | Bago                  |
| 3 juin       | Epsom       | Royaume-Uni | Coronation Cup            | Gr. 1       | 2 400 m     | O. Peslier    | 6e / 7      | 8 ½         | Yeats                 |
| 21 août      | Deauville   | France      | Prix Jean Romanet         | Gr. 2       | 2 000 m     | C. Lemaire    | 1er / 12    | 3/4         | Red Bloom             |
| 11 septembre | Longchamp   | France      | Prix Foy                  | Gr. 2       | 2 400 m     | C. Lemaire    | 1er / 6     | 2 ½         | Alkaased              |
| 2 octobre    | Longchamp   | France      | Prix de l'Arc de Triomphe | Gr. 1       | 2 400 m     | C. Lemaire    | 7e / 15     | 7 ¼         | Hurricane Run         |
| 15 octobre   | Ascot       | Royaume-Uni | Champion Stakes           | Gr. 1       | 2 000 m     | C. Soumillon  | 2e / 9      | 3/4         | David Junior          |
| 11 décembre  | Sha Tin     | Hong Kong   | Hong Kong Cup             | Gr. 1       | 2 000 m     | C. Soumillon  | 2e / 10     | enc.        | Vengeance of Rain     |
| 2006, 6 ans  |             |             |                           |             |             |               |             |             |                       |
| 30 avril     | Longchamp   | France      | Prix Ganay                | Gr. 1       | 2 100 m     | C. Lemaire    | 4e / 7      | 6 ¾         | Corre Caminos         |
| 29 mai       | Saint-Cloud | France      | Prix Corrida              | Gr. 2       | 2 100 m     | C. Lemaire    | 1er / 5     | 1 ½         | Paita                 |
| 25 juin      | Saint-Cloud | France      | Grand Prix de Saint-Cloud | Gr. 1       | 2 400 m     | C. Lemaire    | 1er / 6     | tête        | Hurricane Run         |
| 10 septembre | Longchamp   | France      | Prix Foy                  | Gr. 2       | 2 400 m     | C. Lemaire    | 3e / 5      | 1/2         | Shirocco              |
| 1er octobre  | Longchamp   | France      | Prix de l'Arc de Triomphe | Gr. 1       | 2 400 m     | C. Lemaire    | 2e / 8      | enc.        | Rail Link             |
| 14 octobre   | Ascot       | Royaume-Uni | Champion Stakes           | Gr. 1       | 2 000 m     | C. Lemaire    | 1er / 8     | 3           | Rob Roy               |
| 10 décembre  | Sha Tin     | Hong Kong   | Hong Kong Cup             | Gr. 1       | 2 000 m     | C. Lemaire    | 1er / 12    | cte tête    | Admire Moon           |

## Au haras
En 2008, elle donne son premier foal, par l'étalon Galileo. En 2009, elle est saillie par le vainqueur du Prix de l'Arc de triomphe 2003, Dalakhani. Son fils One Foot in Heaven (2012), par l'étalon australien Fastnet Rock, remporte le Grand Prix de Chantilly (Gr.2), le Prix du Conseil de Paris (Gr.2) et le Prix d'Hédouville (Gr.3), terminant aussi  2e des Jockey Club Stakes et 3e du Hong Kong Vase. Sa fille Queen, par Kingman, se classe deuxième du Prix du Prince d'Orange et des Pride Stakes (Gr.3), la course qui rend hommage à sa mère.

## Origines
Pride est le meilleur produit du crack Peintre Célèbre, phénomène sur les pistes qui a engendré une dizaine de vainqueurs de Groupe I sur les deux hémisphères. Côté maternel, Pride se recommande d'une famille performante. Sa mère, Specificity (par le double vainqueur de l'Arc et excellent père de mère Alleged) s'imposa au niveau des Listed races et donna, outre Pride, Fate (Teofilo), lauréate d'un Prix de Flore (Gr.3) et Specifically (Sky Classic), qui allait faire monter les enchères en 2006 jusqu'à 1 850 000 guinées, et engendrer à son tour la classique Speciosa (Danehill Dancer), lauréate des 1000 guinées Stakes et deuxième des Pretty Polly Stakes.

### Pedigree
| Origines de Pride (FR), jument baie née en 2000 | Origines de Pride (FR), jument baie née en 2000 | Origines de Pride (FR), jument baie née en 2000 | Origines de Pride (FR), jument baie née en 2000 |
| ----------------------------------------------- | ----------------------------------------------- | ----------------------------------------------- | ----------------------------------------------- |
| Père Peintre Célèbre                            | Nureyev                                         | Northern Dancer                                 | Nearctic                                        |
| Père Peintre Célèbre                            | Nureyev                                         | Northern Dancer                                 | Natalma                                         |
| Père Peintre Célèbre                            | Nureyev                                         | Special                                         | Forli                                           |
| Père Peintre Célèbre                            | Nureyev                                         | Special                                         | Thong                                           |
| Père Peintre Célèbre                            | Peinture Bleue                                  | Alydar                                          | Raise a Native                                  |
| Père Peintre Célèbre                            | Peinture Bleue                                  | Alydar                                          | Sweet Tooth                                     |
| Père Peintre Célèbre                            | Peinture Bleue                                  | Petroleuse                                      | Habitat                                         |
| Père Peintre Célèbre                            | Peinture Bleue                                  | Petroleuse                                      | Plencia                                         |
| Mère Specificity                                | Alleged                                         | Hoist the Flag                                  | Tom Rolfe                                       |
| Mère Specificity                                | Alleged                                         | Hoist the Flag                                  | Wavy Navy                                       |
| Mère Specificity                                | Alleged                                         | Princess Pout                                   | Prince John                                     |
| Mère Specificity                                | Alleged                                         | Princess Pout                                   | Determined Lady                                 |
| Mère Specificity                                | Mandera                                         | Vaguely Noble                                   | Vienna                                          |
| Mère Specificity                                | Mandera                                         | Vaguely Noble                                   | Noble Lassie                                    |
| Mère Specificity                                | Mandera                                         | Foolish One                                     | Tom Fool                                        |
| Mère Specificity                                | Mandera                                         | Foolish One                                     | Miss Disco (famille 8-d)                        |